# UFC Fight Night: Henderson vs. Khabilov
UFC Fight Night: Henderson vs. Khabilov foi um evento de artes marciais mistas promovido pelo Ultimate Fighting Championship, ocorrido em 7 de junho de 2014 no Tingley Coliseum em Albuquerque, New Mexico.

## Background
Essa será o primeiro evento da organização a acontecer no Novo México. A Zuffa já havia realizado o WEC 32 em Rio Rancho em 2008.
O evento principal será a luta de Peso Leve entre o ex-Campeão Peso Leve do UFC Benson Henderson e o prospecto russo Rustam Khabilov.
Jon Tuck era esperado para enfrentar Yosdenis Cedeno. Porém, Cedeno se lesionou e foi substituído pelo estreante na promoção Jake Lindsey.
Francimar Barroso era esperado para enfrentar Patrick Cummins no evento, porém, uma lesão tirou Barroso do evento e foi substituído por Roger Narvaez.

## Bônus da Noite
- Luta da Noite:  Scott Jorgensen vs.  Danny Martinez
- Performance da Noite:  Benson Henderson e  Piotr Hallmann